# Esgrima en los Juegos Olímpicos
La esgrima en los Juegos Olímpicos se realiza desde la primera edición (Atenas 1896).
Tras el Campeonato Mundial, es la máxima competición internacional de esgrima. Es organizado por el Comité Olímpico Internacional (COI), junto con la Federación Internacional de Esgrima (FIE).
El programa de competiciones cuenta actualmente con doce pruebas, seis masculinas y seis femeninas (florete, espada y sable, individual y por equipos). Entre 2008 y 2016 era eliminada una prueba por equipo para cada género.

## Ediciones
| Núm.   | Año  | Sede                          | Instalación                                                                                |
| ------ | ---- | ----------------------------- | ------------------------------------------------------------------------------------------ |
| I      | 1896 | Atenas ( Grecia)              | Záppeion                                                                                   |
| II     | 1900 | París ( Francia)              | Gran Sala de Fiestas de la Exposición Universal y el Jardín de las Tullerías               |
| III    | 1904 | San Luis ( Estados Unidos)    | Francis Gymnasium de la Universidad Washington                                             |
| IV     | 1908 | Londres ( Reino Unido)        | Esplanada de la Exposición Franco-Británica                                                |
| V      | 1912 | Estocolmo ( Suecia)           | Campo de Atletismo Östermalms                                                              |
| VI     | 1920 | Amberes ( Bélgica)            | Palacio de Egmont                                                                          |
| VII    | 1924 | París ( Francia)              | Estadio de Colombes y Velódromo de Invierno                                                |
| VIII   | 1928 | Ámsterdam ( Países Bajos)     | Schermzaal                                                                                 |
| IX     | 1932 | Los Ángeles ( Estados Unidos) | Arsenal Estatal del 160º. Regimiento                                                       |
| X      | 1936 | Berlín ( Alemania)            | Pabellón Cupola de la Casa del Deporte Alemán y pistas de tenis en el Deutsches Sportforum |
| XI     | 1948 | Londres ( Reino Unido)        | Palacio de Ingeniería del British Empire Exhibition en Wembley                             |
| XII    | 1952 | Helsinki ( Finlandia)         | Pabellón de Tenis de Westend en Espoo                                                      |
| XIII   | 1956 | Melbourne ( Australia)        | Ayuntamiento de St Kilda                                                                   |
| XIV    | 1960 | Roma ( Italia)                | Palacio de Congresos                                                                       |
| XV     | 1964 | Tokio ( Japón)                | Pabellón Conmemorativo de la Universidad de Waseda                                         |
| XVI    | 1968 | Ciudad de México ( México)    | Sala de Armas Fernando Montes de Oca de la Ciudad Deportiva Magdalena Mixhuca              |
| XVII   | 1972 | Múnich ( RFA)                 | Pabellón 11 y 12 de la Recinto Ferial                                                      |
| XVIII  | 1976 | Montreal ( Canadá)            | Estadio de Invierno de la Universidad de Montreal                                          |
| XIX    | 1980 | Moscú ( URSS)                 | Pabellón de Fútbol del Complejo Deportivo del CSKA                                         |
| XX     | 1984 | Los Ángeles ( Estados Unidos) | Centro de Conferencias y Entretenimiento de Long Beach                                     |
| XXI    | 1988 | Seúl ( Corea del Sur)         | Gimnasio Olímpico de Esgrima                                                               |
| XXII   | 1992 | Barcelona ( España)           | Palacio de la Metalurgia                                                                   |
| XXIII  | 1996 | Atlanta ( Estados Unidos)     | Centro Mundial de Congresos de Georgia                                                     |
| XXIV   | 2000 | Sídney ( Australia)           | Centro de Conferencias y Exposiciones                                                      |
| XXV    | 2004 | Atenas ( Grecia)              | Pabellón de Esgrima del Complejo Olímpico Helliniko                                        |
| XXVI   | 2008 | Pekín ( China)                | Centro Nacional de Conferencias                                                            |
| XXVII  | 2012 | Londres ( Reino Unido)        | Pabellón Sur 1 de ExCeL                                                                    |
| XXVIII | 2016 | Río de Janeiro ( Brasil)      | Arena Carioca 3                                                                            |
| XXIX   | 2020 | Tokio ( Japón)                | Pabellón B de Makuhari Messe                                                               |
| XXX    | 2024 | París ( Francia)              | Grand Palais                                                                               |

## Medallero histórico
- Actualizado a París 2024.

| Núm. | País                    | Oro | Plata | Bronce | Total |
| ---- | ----------------------- | --- | ----- | ------ | ----- |
| 1    | Italia                  | 50  | 49    | 36     | 135   |
| 2    | Francia                 | 45  | 47    | 38     | 130   |
| 3    | Hungría                 | 39  | 25    | 29     | 93    |
| 4    | Rusia                   | 35  | 26    | 27     | 88    |
| 5    | Alemania                | 13  | 17    | 12     | 42    |
| 6    | Corea del Sur           | 7   | 4     | 8      | 19    |
| 7    | Estados Unidos          | 6   | 12    | 19     | 37    |
| 8    | República Popular China | 5   | 7     | 3      | 15    |
| 9    | Polonia                 | 4   | 9     | 10     | 23    |
| 10   | Rumania                 | 4   | 6     | 7      | 17    |
| 11   | Cuba                    | 4   | 3     | 3      | 10    |
| 12   | Bélgica                 | 3   | 3     | 4      | 10    |
| 13   | Japón                   | 3   | 3     | 2      | 8     |
| 14   | Ucrania                 | 3   | 1     | 5      | 9     |
| 15   | Hong Kong               | 3   | 0     | 0      | 3     |
| 16   | Suecia                  | 2   | 3     | 2      | 7     |
| 17   | Grecia                  | 2   | 1     | 2      | 5     |
| 18   | Reino Unido             | 1   | 8     | 0      | 9     |
| 19   | Suiza                   | 1   | 4     | 3      | 8     |
| 20   | Dinamarca               | 1   | 2     | 3      | 6     |
| 21   | Austria                 | 1   | 1     | 5      | 7     |
| 22   | Estonia                 | 1   | 0     | 1      | 2     |
| 23   | Equipo Mixto            | 1   | 0     | 0      | 1     |
| 23   | Venezuela               | 1   | 0     | 0      | 1     |
| 25   | Egipto                  | 0   | 1     | 1      | 2     |
| 25   | Túnez                   | 0   | 1     | 1      | 2     |
| 27   | México                  | 0   | 1     | 0      | 1     |
| 27   | Noruega                 | 0   | 1     | 0      | 1     |
| 29   | Países Bajos            | 0   | 0     | 5      | 5     |
| 30   | Bohemia                 | 0   | 0     | 2      | 2     |
| 30   | República Checa         | 0   | 0     | 2      | 2     |
| 32   | Argentina               | 0   | 0     | 1      | 1     |
| 32   | Canadá                  | 0   | 0     | 1      | 1     |
| 32   | España                  | 0   | 0     | 1      | 1     |
| 32   | Portugal                | 0   | 0     | 1      | 1     |
|      | TOTAL                   | 235 | 235   | 234    | 704   |

1. ↑  Incluye las medallas obtenidas por la URSS, el Equipo Unificado y ROC.
2. ↑  Incluye las medallas obtenidas por la RFA y la RDA entre 1949 y 1990.

## Deportistas con más medallas
- Actualizado hasta Tokio 2020.

### Hombres
| Nr. | Esgrimidor           | País    | Arma    | Años      | Oro | Plata | Bronce | Total |
| --- | -------------------- | ------- | ------- | --------- | --- | ----- | ------ | ----- |
| 1   | Aladár Gerevich      | Hungría | S       | 1932–1960 | 7   | 1     | 2      | 10    |
| 2   | Edoardo Mangiarotti  | Italia  | F, E    | 1936–1960 | 6   | 5     | 2      | 13    |
| 3   | Pál Kovács           | Hungría | S       | 1936–1960 | 6   | 0     | 1      | 7     |
| 4   | Rudolf Kárpáti       | Hungría | S       | 1948–1960 | 6   | 0     | 0      | 6     |
| 4   | Nedo Nadi            | Italia  | F, E, S | 1912–1920 | 6   | 0     | 0      | 6     |
| 6   | Lucien Gaudin        | Francia | F, E    | 1920–1928 | 4   | 2     | 0      | 6     |
| 6   | Christian d'Oriola   | Francia | F       | 1948–1956 | 4   | 2     | 0      | 6     |
| 6   | Giuseppe Delfino     | Italia  | E       | 1952–1964 | 4   | 2     | 0      | 6     |
| 9   | Viktor Sidiak        | URSS    | S       | 1968–1980 | 4   | 1     | 1      | 6     |
| 10  | Ramón Fonst          | Cuba    | F, E    | 1900–1904 | 4   | 1     | 0      | 5     |
| 10  | Oreste Puliti        | Italia  | F, S    | 1920–1928 | 4   | 1     | 0      | 5     |
| 12  | Győző Kulcsár        | Hungría | E       | 1964–1976 | 4   | 0     | 2      | 6     |
| 13  | Stanislav Pozdniakov | Rusia   | S       | 1992–2004 | 4   | 0     | 1      | 5     |
| 14  | Jenő Fuchs           | Hungría | S       | 1908–1912 | 4   | 0     | 0      | 4     |
| 14  | Carlo Pavesi         | Italia  | E       | 1952–1960 | 4   | 0     | 0      | 4     |
| 14  | Viktor Krovopuskov   | URSS    | S       | 1976–1980 | 4   | 0     | 0      | 4     |

### Mujeres
| Nr. | Esgrimidora             | País           | Arma | Años      | Oro | Plata | Bronce | Total |
| --- | ----------------------- | -------------- | ---- | --------- | --- | ----- | ------ | ----- |
| 1   | Valentina Vezzali       | Italia         | F    | 1996–2012 | 6   | 1     | 2      | 9     |
| 2   | Giovanna Trillini       | Italia         | F    | 1992–2008 | 4   | 1     | 3      | 8     |
| 3   | Yelena Belova           | URSS           | F    | 1968–1980 | 4   | 1     | 1      | 6     |
| 4   | Galina Gorojova         | URSS           | F    | 1960–1972 | 3   | 1     | 1      | 5     |
| 5   | Alexandra Zabelina      | URSS           | F    | 1960–1972 | 3   | 0     | 0      | 3     |
| 6   | Ildikó Újlaky-Rejtő     | Hungría        | F    | 1960–1976 | 2   | 3     | 2      | 7     |
| 7   | Inna Deriglazova        | Rusia          | F    | 2012–2020 | 2   | 2     | 0      | 4     |
| 8   | Olha Jarlán             | Ucrania        | S    | 2008–2024 | 2   | 1     | 3      | 6     |
| 9   | Laura Flessel-Colovic   | Francia        | E    | 1996–2004 | 2   | 1     | 2      | 5     |
| 10  | Zita-Eva Funkenhauser   | RFA/ Alemania  | F    | 1984–1992 | 2   | 1     | 1      | 4     |
| 10  | Anja Fichtel-Mauritz    | RFA/ Alemania  | F    | 1988–1996 | 2   | 1     | 1      | 4     |
| 12  | Ilona Elek              | Hungría        | F    | 1936–1952 | 2   | 1     | 0      | 3     |
| 12  | Francesca Bortolozzi    | Italia         | F    | 1988–1996 | 2   | 1     | 0      | 3     |
| 12  | Elisa Di Francisca      | Italia         | F    | 2012–2016 | 2   | 1     | 0      | 3     |
| 15  | Mariel Zagunis          | Estados Unidos | S    | 2004–2016 | 2   | 0     | 2      | 4     |
| 16  | Pascale Trinquet-Hachin | Francia        | F    | 1980–1984 | 2   | 0     | 1      | 3     |
| 16  | Karina Aznavurian       | Rusia          | F    | 1996–2004 | 2   | 0     | 1      | 3     |